# Carriola

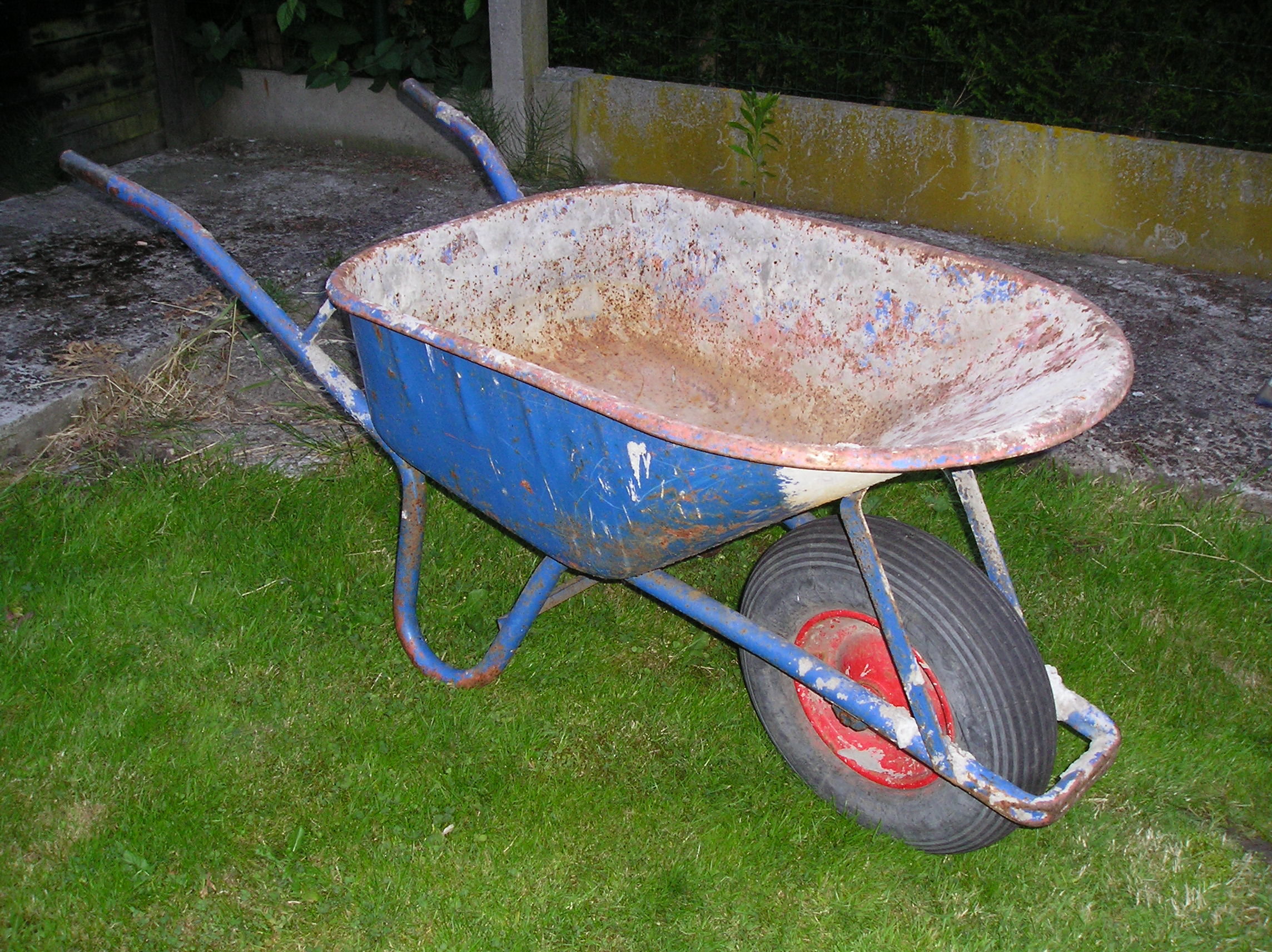
Una carriola in lamiera d'acciaio

La carriola è un'attrezzatura, solitamente con una sola ruota, che permette di trasportare a mano per corte distanze materiali sfusi oppure oggetti pesanti e ingombranti. È pensata per essere spinta e guidata da una sola persona utilizzando due maniglie posteriori.
È usata comunemente in piccole aziende agricole, nel giardinaggio e in edilizia (per il trasporto di cemento, malta, mattoni o altri materiali). I manovali addetti al trasporto con la carriola sono detti "carriolanti".

## Storia
Non è tutt'oggi chiaro dove e quando la carriola sia stata ideata, ma vi sono diversi pareri che porrebbero le prime apparizioni di questo strumento nella Grecia antica, intorno al 400 a.C., essendo in seguito adottata anche dai Romani; oppure in Cina intorno al 100 a.C. È anche possibile che entrambe le culture fossero giunte a sviluppare lo strumento in maniera indipendente.

### In Cina
Le prime prove archeologiche di carriole sotto forma di un carro a una ruota provengono dai murali della tomba dell'imperatore Hui della dinastia Han del II secolo e dai rilievi della tomba in mattoni. Un murale datato al 118 d.C., che rappresenta un uomo che spinge una carriola è stato trovato in una tomba a Chengdu, nella provincia del Sichuan. Un altro rilievo scolpito in pietra, datato intorno al 150 d.C., che rappresenta un uomo che spinge una carriola è stato trovato nella tomba di Shen Fujun nella provincia del Sichuan. La storia del pio Dong Yuan che spinge suo padre in giro su una carriola a ruota singola è inoltre raffigurata in un murale datato al 147 d.C. della tomba-santuario Wu Liang di Shandong. Resoconti precedenti risalenti al I secolo a.C. e al I secolo d.C. che menzionano un "carro di cervi" (lu che) potrebbero anche riferirsi a una carriola.
Il Libro degli Han posteriori del V secolo afferma che la moglie del censore imperiale Bao Xuan, un tempo povero e giovane, lo aiutò a riportare un lu che nel suo villaggio durante la loro cerimonia di matrimonio, intorno al 30 a.C. Più tardi, durante la ribellione delle sopracciglia rosse (20 d.C. circa) contro Wang Mang della dinastia Xin (45 a.C.-23 d.C.), l'ufficiale Zhao Xi salvò sua moglie dal pericolo travestendosi e spingendola avanti nel suo carretto lu che, oltre un gruppo di briganti ribelli che lo interrogarono e lo lasciarono passare dopo averli convinti che sua moglie era gravemente malata. La prima descrizione registrata di una carriola appare nell'opera di Liu Xiang "Vite dei Famosi Immortali". Liu descrive l'invenzione della carriola da parte della leggendaria figura mitologica cinese Ko Yu, che costruisce un "bue di legno".
Tuttavia il testo storico cinese del Sanguozhi (Cronache dei Tre Regni), compilato dallo storico antico Chen Shou (233–297 d.C.), attribuisce l'invenzione della carriola al primo ministro Zhuge Liang (181–234 d.C.) di Shu Han dal 197 al 234. È stato scritto che nel 231 d.C. Zhuge Liang sviluppò il veicolo del bue di legno e lo usò come trasporto per rifornimenti militari in una campagna contro Cao Wei.
Ulteriori annotazioni del testo di Pei Songzhi (430 d.C.) descrivono in dettaglio un veicolo con una grande ruota centrale e un asse attorno al quale è stata costruita una struttura di legno a rappresentazione di un bue. Scrivendo più tardi nell'XI secolo, lo studioso della dinastia Song (960–1279) Gao Cheng scrisse che la piccola carriola dei suoi tempi, con le aste rivolte in avanti (in modo da essere tirata), era la diretta discendente del bue di legno di Zhuge Liang. Inoltre ha sottolineato che la carriola del "cavallo volante" del terzo secolo presentava la semplice differenza dell'albero rivolto all'indietro (in modo che fosse invece spinto).
Le carriole in Cina erano di due tipi: il tipo più comune dopo il terzo secolo ha una grande ruota montata centralmente, mentre i tipi precedenti erano carriole con ruote anteriori. La carriola con la ruota centrale poteva generalmente trasportare sei passeggeri umani contemporaneamente, e invece di una laboriosa quantità di energia richiesta all'animale o al guidatore umano che tirava la carriola, il peso del carico veniva distribuito equamente tra la ruota e la persona che spingeva. I visitatori europei in Cina dal XVII secolo in poi apprezzarono questo aspetto, e ad esso dedicò una notevole attenzione un membro della Compagnia olandese delle Indie Orientali, Andreas Everardus van Braam Houckgeest, nei suoi scritti del 1797, che ne descrisse accuratamente la progettazione e la capacità di contenere grandi quantità di bagagli pesanti. Queste carriole continuarono ad essere utilizzate nel ventesimo secolo, e un buon esempio di ciò è la "Piepkar", che è una carriola su rotaie, trovata a Sumatra sull'isola di Billiton. Tuttavia, la superficie di carico inferiore rendeva la carriola europea chiaramente più utile per i lavori a corto raggio. Negli anni '60, le carriole tradizionali in Cina erano ancora ampiamente utilizzate.

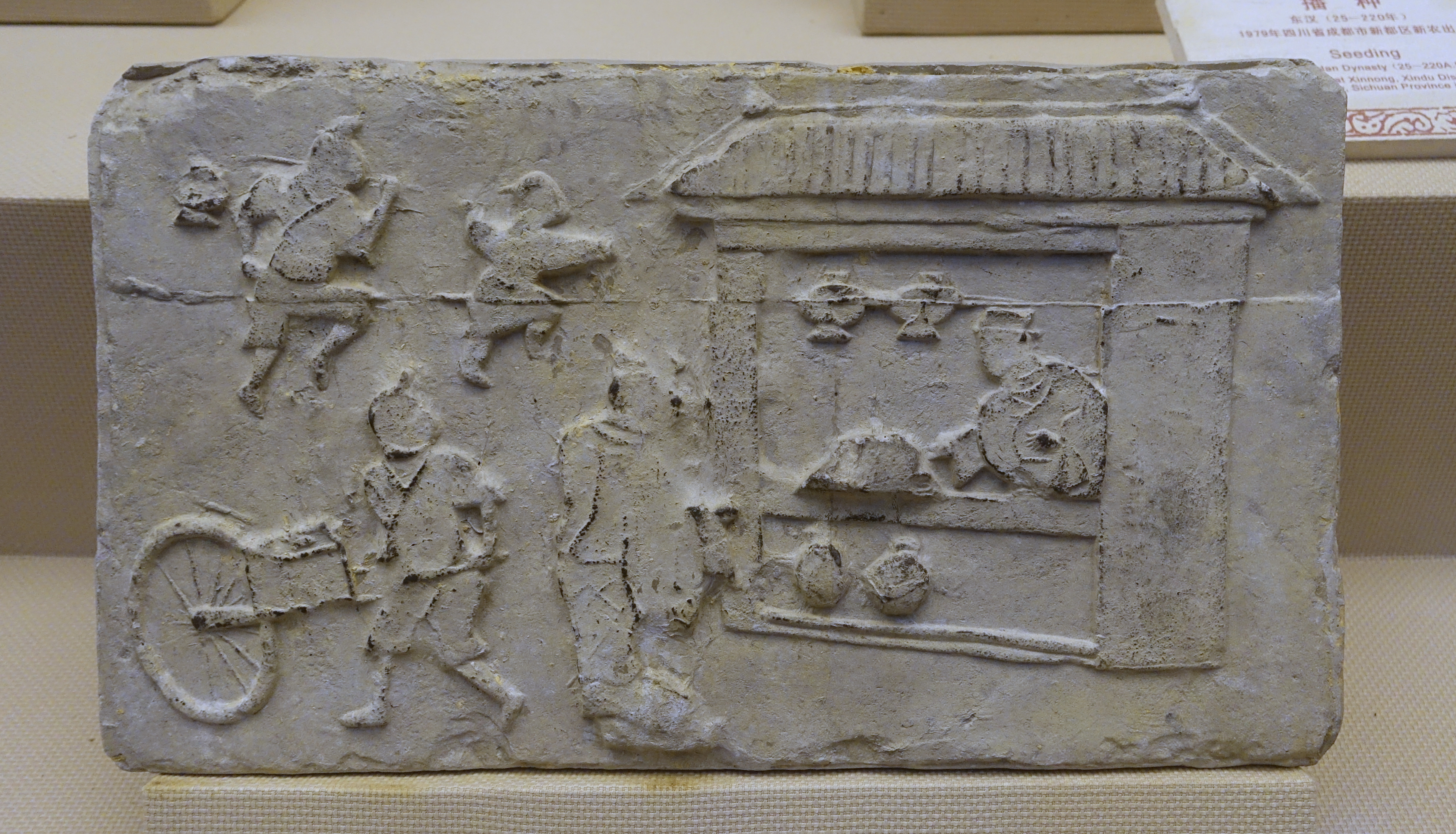
Mattone di una tomba della dinastia Han che mostra una carriola
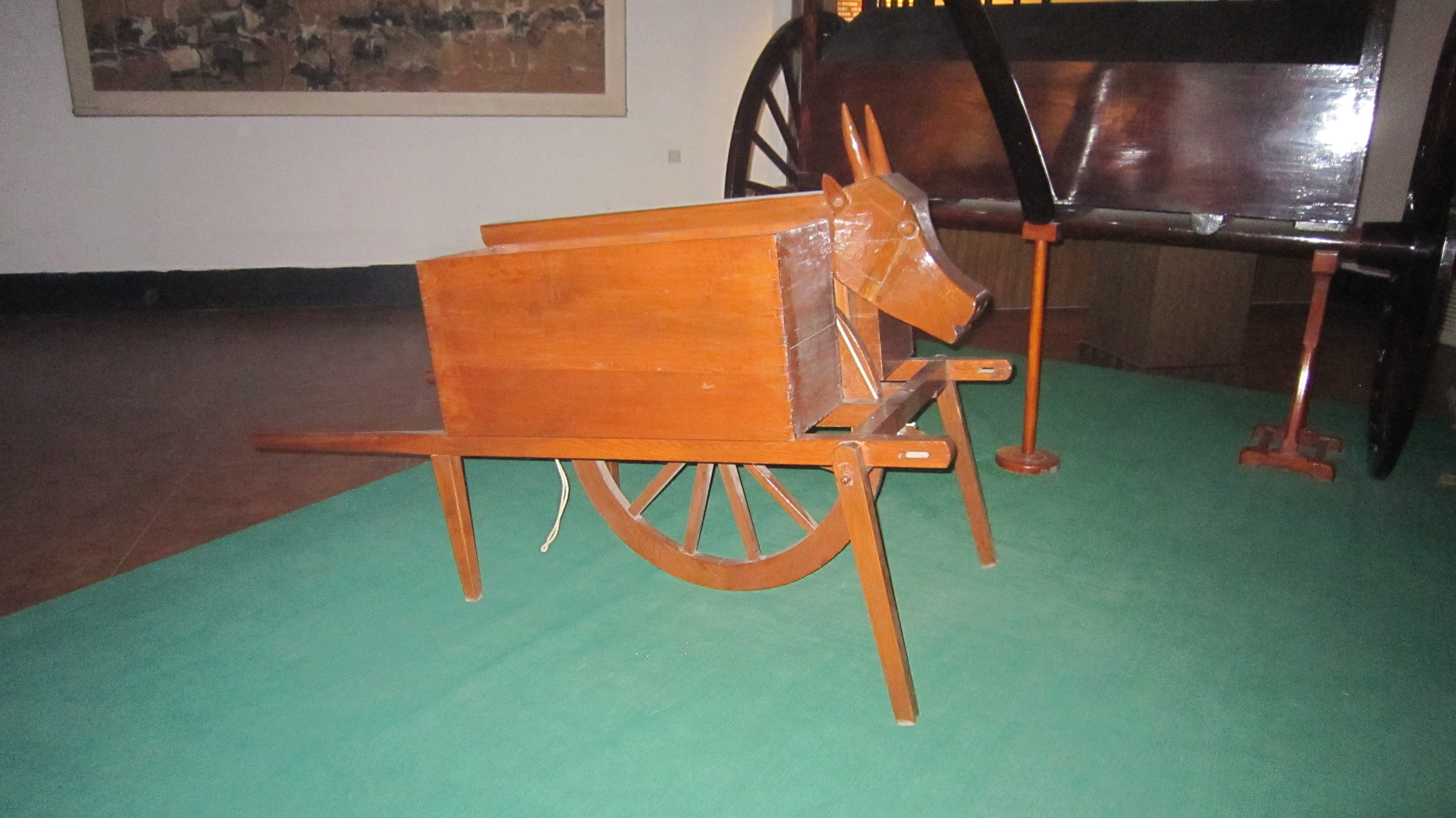
Replica di un "bue di legno" nel Museo dei carri antichi a Zibo, in Cina
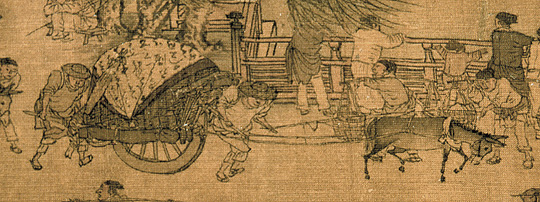
La carriola cinese a una ruota in un dipinto di Zhang Zeduan (1085–1145)

### Nell'antica Grecia e Roma
M. J. T. Lewis ipotizzò che la carriola potesse essere esistita nell'antica Grecia sotto forma di carro a una ruota. Due inventari di materiali da costruzione per il 408/407 e il 407/406 a.C. dal tempio di Eleusi elencano, tra le altre macchine e utensili, "1 corpo per una monoruota (hyperteria monokyklou)", anche se non esiste alcuna prova che dimostri questa ipotesi.
M. J. T. Lewis ammette che l'attuale consenso tra gli storici della tecnologia, tra cui Bertrand Gille, Andrea Matthies e Joseph Needham, è che la carriola fu inventata in Cina intorno al 100 d.C. e si diffuse nel resto del mondo. Tuttavia Lewis propone che la carriola potesse essere esistita anche nell'antica Grecia. Sulla base dell'elenco di Eleusi, Lewis afferma che è possibile che le carriole fossero usate nei cantieri greci, ma ammette che sono assenti prove dell'uso della carriola nell'agricoltura e nell'estrazione mineraria dell'antichità. Egli ipotizza la possibilità dell'uso di carriole nell'Impero Romano e nel successivo Impero Romano d'Oriente, o Bizantino, sebbene Lewis concluda che le prove siano scarse e che "la maggior parte di questo scenario, necessariamente, è pura speculazione".
La Historia Augusta riporta che l'imperatore Elagabalo utilizzava una carriola (in latino: pabillus da pabo, veicolo a una ruota) per trasportare le donne nei suoi giochi frivoli a corte. Sebbene le prove attuali non indichino alcun uso di carriole in epoca medievale, la questione della continuità nell'impero bizantino è ancora aperta, a causa della mancanza di ricerche. Attualmente non ci sono prove dell'esistenza della carriola nell'antica Grecia e a Roma.

### In Europa medioevale

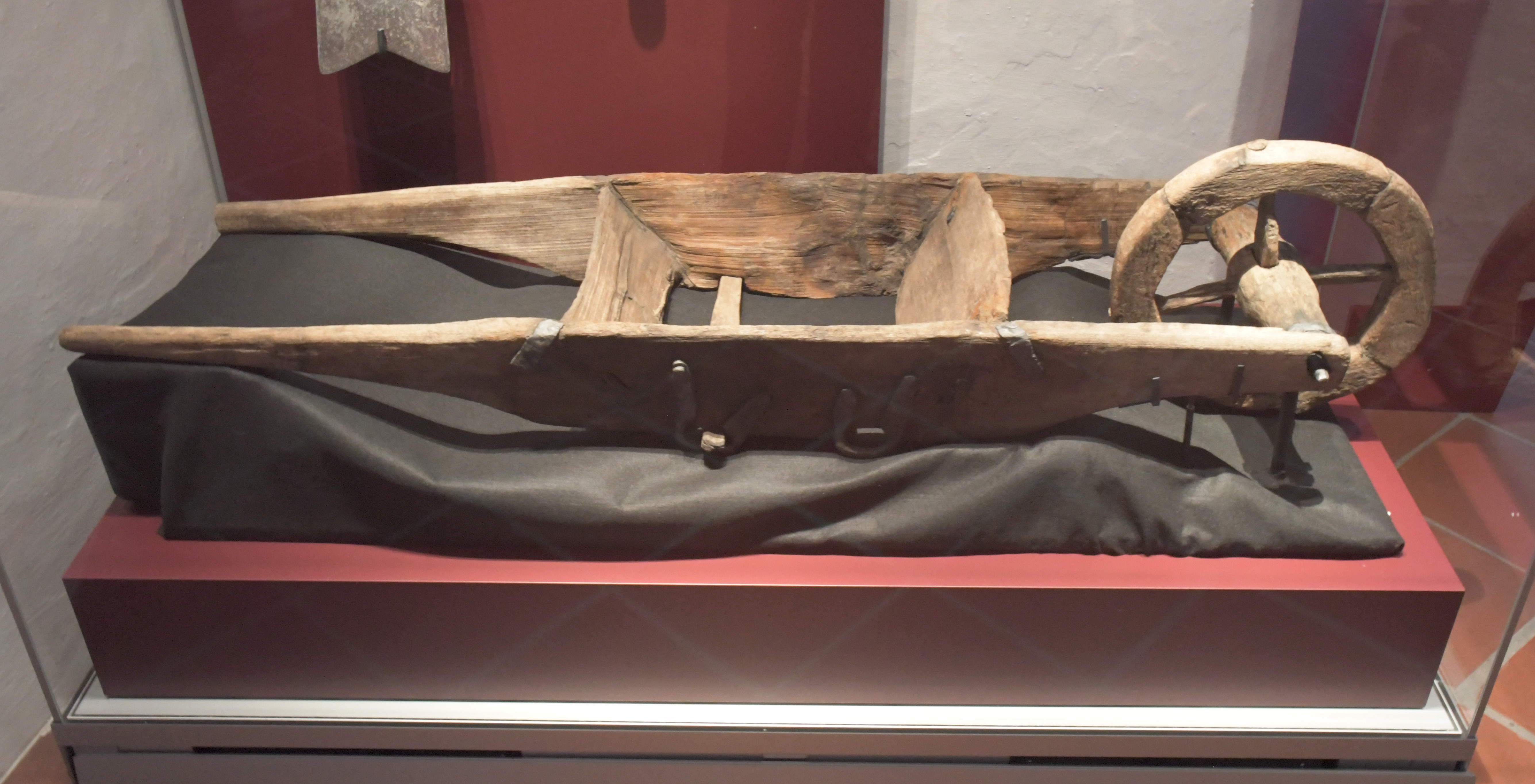
La più antica carriola d'Europa sopravvissuta, proveniente da Ingolstadt, 1537 ca.

Le prime carriole nell'Europa medievale apparvero tra il 1170 e il 1250. A differenza di quelle comunemente usate in Cina, che avevano una ruota al centro, le carriole in Europa presentavano una ruota nella parte anteriore o vicino ad essa.
La ricerca sulla storia antica della carriola è resa difficile dall'assenza di una terminologia comune. Lo storico della tecnologia M.J.T. Lewis ha identificato in fonti inglesi e francesi quattro menzioni di carriole tra il 1172 e il 1222, tre delle quali designate con un termine diverso. Secondo lo storico dell'arte medievale Andrea Matthies, il primo riferimento d'archivio a una carriola nell'Europa medievale è datato 1222, relativo all'acquisto di diverse carriole per dei lavori a Dover del re inglese. La prima rappresentazione di una carriola appare in un manoscritto inglese, Vitae duorum Offarum di Matthew Paris, completato nel 1250.
Nel XIII secolo la carriola si dimostrò utile nella costruzione di edifici, nelle operazioni minerarie e nell'agricoltura. Tuttavia, secondo i documenti e le illustrazioni sopravvissuti, la carriola rimase una relativa rarità fino al XV secolo. Il suo uso sembrava inoltre limitato all'Inghilterra, alla Francia e ai Paesi Bassi.
Le carriole dell'Europa centrale più antiche sono state ritrovate nel 2014 e nel 2017 durante gli scavi archeologici a Ingolstadt, in Germania. Le date di abbattimento degli alberi che compongono le assi della carriola potrebbero essere datate dendrocronologicamente al 1537 per una carriola e agli anni Trenta del Cinquecento per l'altra.

## Descrizione

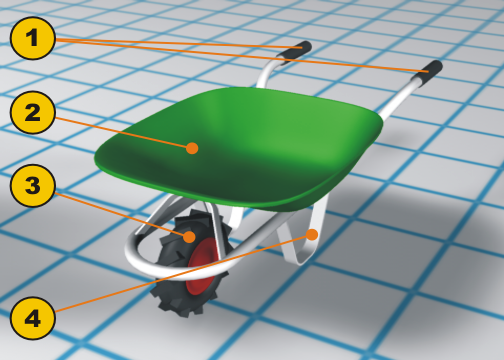
Elementi principali di una carriola:
1) Manici
2) Cassone
3) Ruota
4) Piedistalli

Dal punto di vista tecnico la carriola è una leva di secondo tipo, essendo progettata per distribuire il peso del carico tra la ruota e l'operatore, consentendo così il trasporto conveniente di carichi più pesanti e ingombranti di quanto sarebbe possibile se il peso fosse sostenuto interamente dall'operatore. Le tradizionali carriole cinesi, invece, avevano una ruota centrale che sosteneva l'intero carico.
Generalmente è costituita da:
- una ruota centrale o due ruote laterali, solitamente gommate;
- due manici, che sono il prolungamento delle stanghe collegate all'asse della ruota. Le stanghe costituiscono il telaio della carriola, e su di esse sono fissati (o sono da esse stesse costituiti) i supporti per l'appoggio a terra;
- Piedistalli, servono a permettere di appoggiare la carriola, senza che questa si ribalti;
- un contenitore detto "cassone", atto a ricevere il carico. Il contenitore appoggia sul telaio e può essere realizzato in materiale plastico o in lamiera di acciaio, per garantire una maggiore resistenza agli urti ed alle pressioni. Un tempo era solitamente realizzato con assi di legno.

La capacità tipica è di circa 100 litri di materiale. Nel caso in cui la carriola sia destinata al trasporto di materiali leggeri, quali foglie secche e ramaglie da giardinaggio, il cassone ha dimensioni maggiori.

## Tipi
Le carriole moderne sono generalmente realizzate in plastica o metallo, sono generalmente dotate di pneumatici e disponibili in quattro forme:
- carriola da giardino, con vassoio poco profondo
- carriola da cantiere
- carriola multiuso, con vassoio quadrato
- carriola per mattoni.

Le carriole possono essere differenziate in base alla loro destinazione d'uso in carriole da cantiere (generalmente in acciaio, più pesanti e robuste) e carriole da giardino (più leggere e meno robuste, possono essere costruite anche in materiale plastico). Le carriole in plastica hanno il vantaggio di essere più leggere e riducono quindi lo sforzo fisico dell'utente, ma non sono adatte a trasportare carichi più pesanti. Le carriole in acciaio possono invece gestire carichi più pesanti, con capacità di carico fino a 110 litri per materiali umidi o 160 litri per materiali secchi. Per tale motivo sono più adatte per applicazioni edili.
Un tipo a due ruote risulta più stabile su terreno pianeggiante, mentre il tipo più comune a una ruota presenta migliore manovrabilità in spazi ristretti, su assi, in acqua o quando il terreno inclinato farebbe sbilanciare il carico. L'utilizzo di una ruota permette inoltre un maggiore controllo durante lo svuotamento.
Esistono inoltre carriole motorizzate (dette anche "motocarriole"), la cui spinta è fornita da un motore (alimentato a diesel o elettrico a batteria) anziché dalla forza umana.

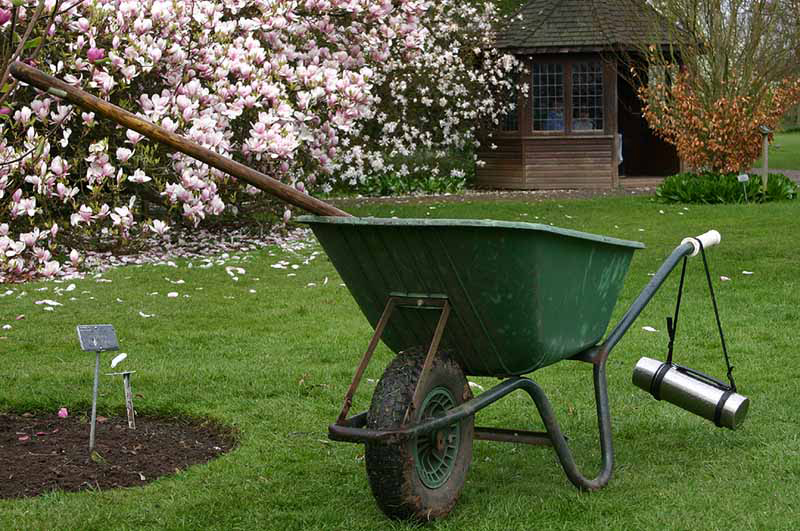
Carriola da giardino
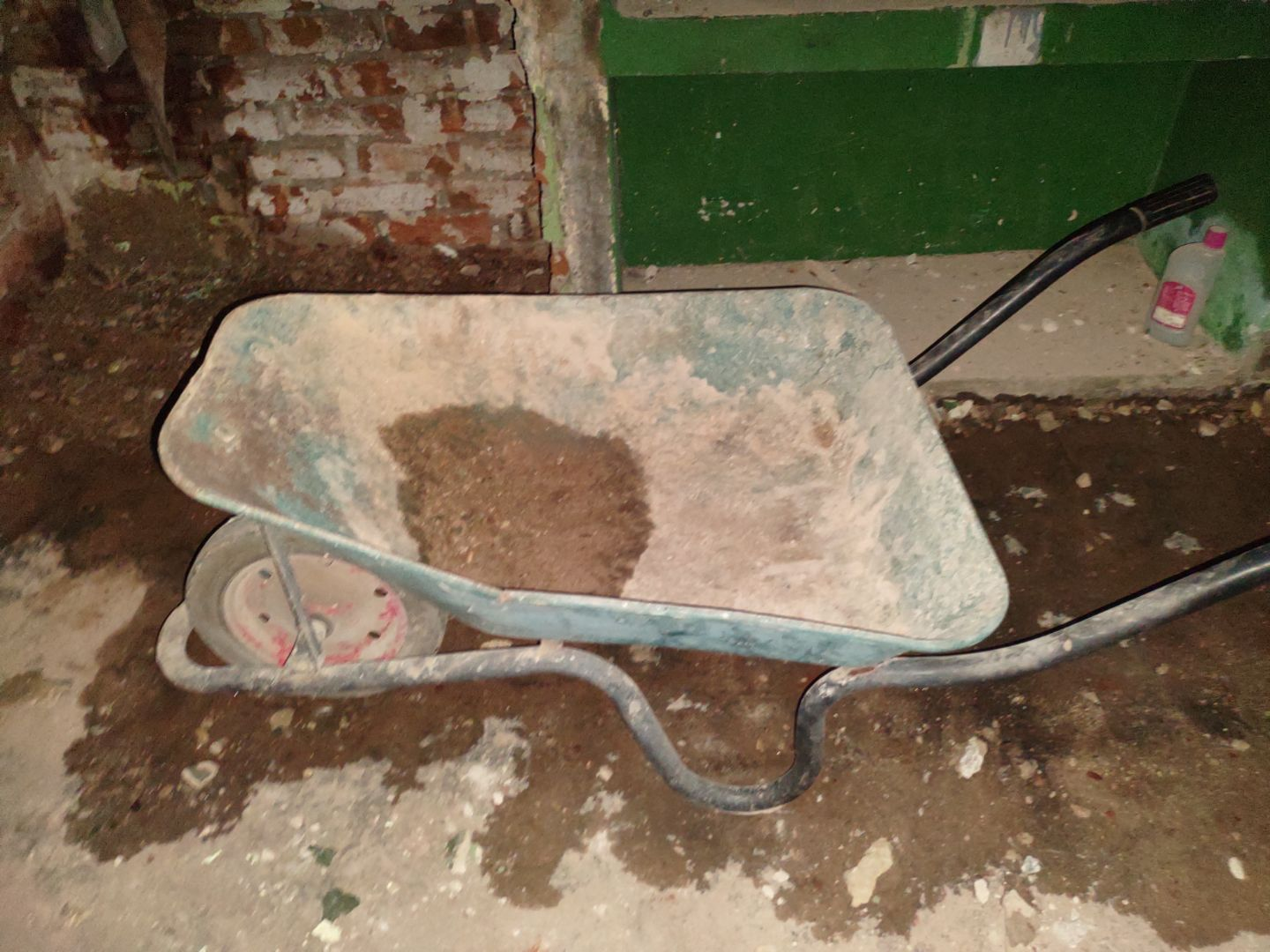
Carriola da cantiere
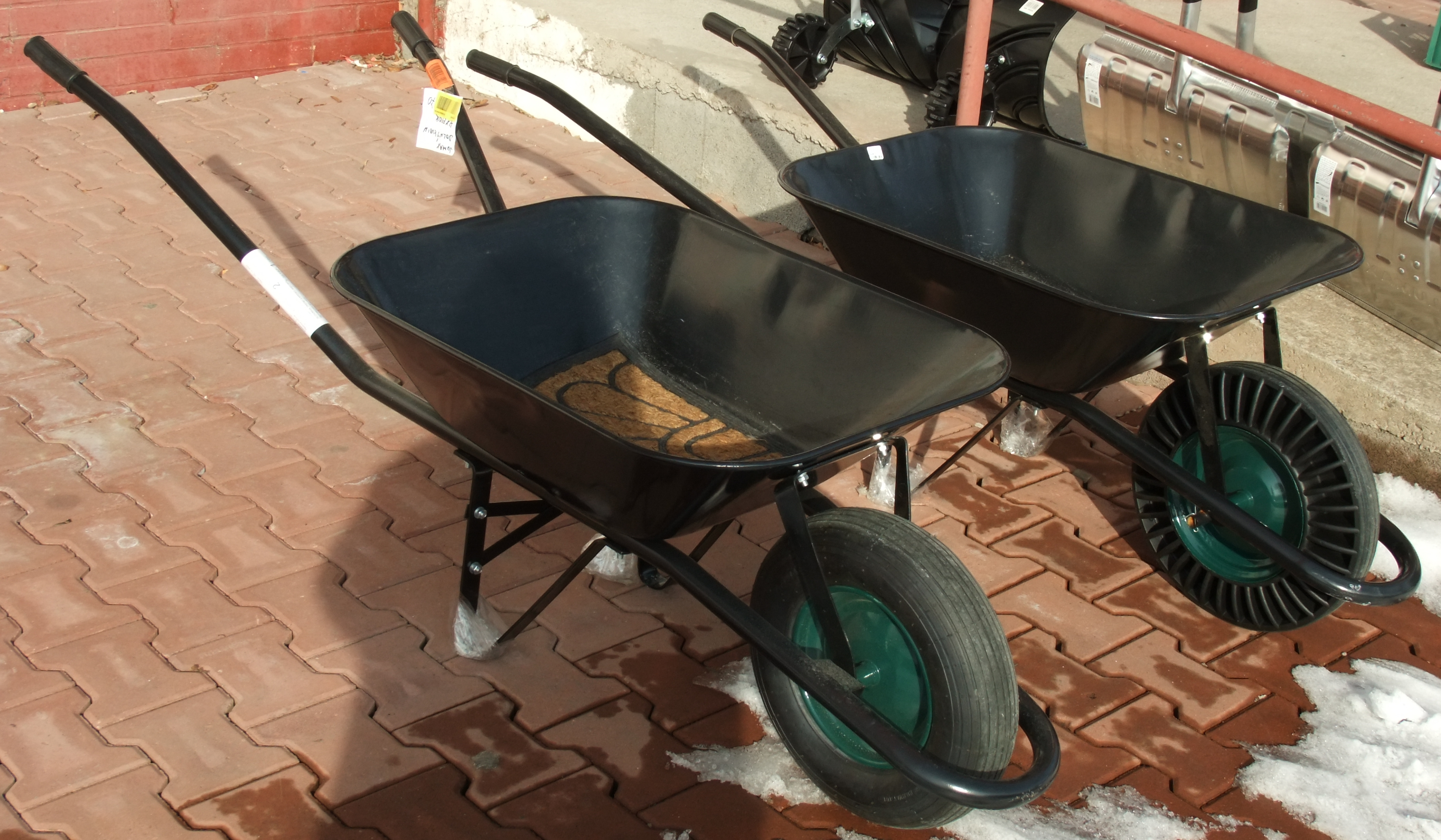
Carriola con pneumatico (a sinistra) e con ruota piena (a destra)
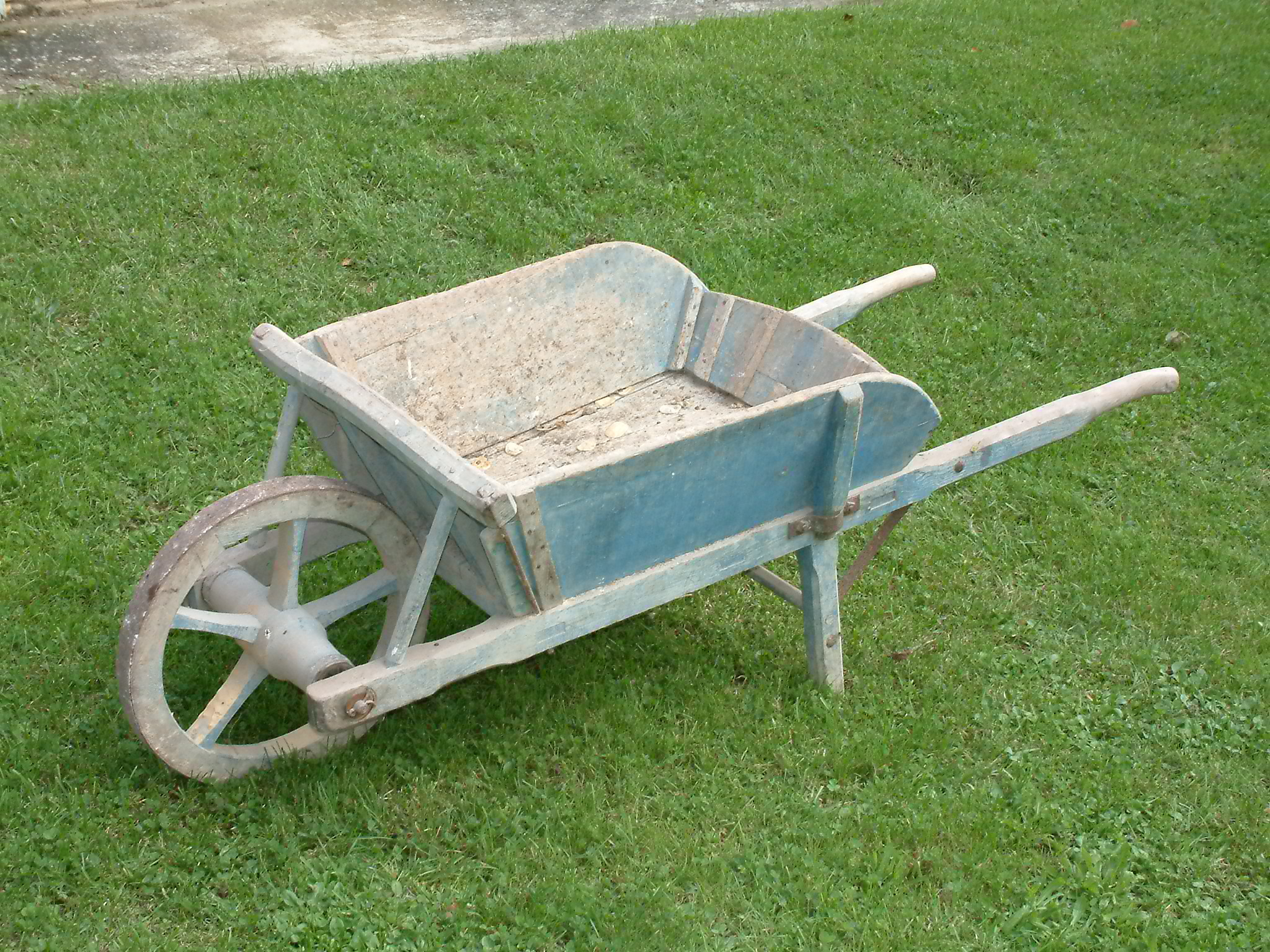
Carriola in legno
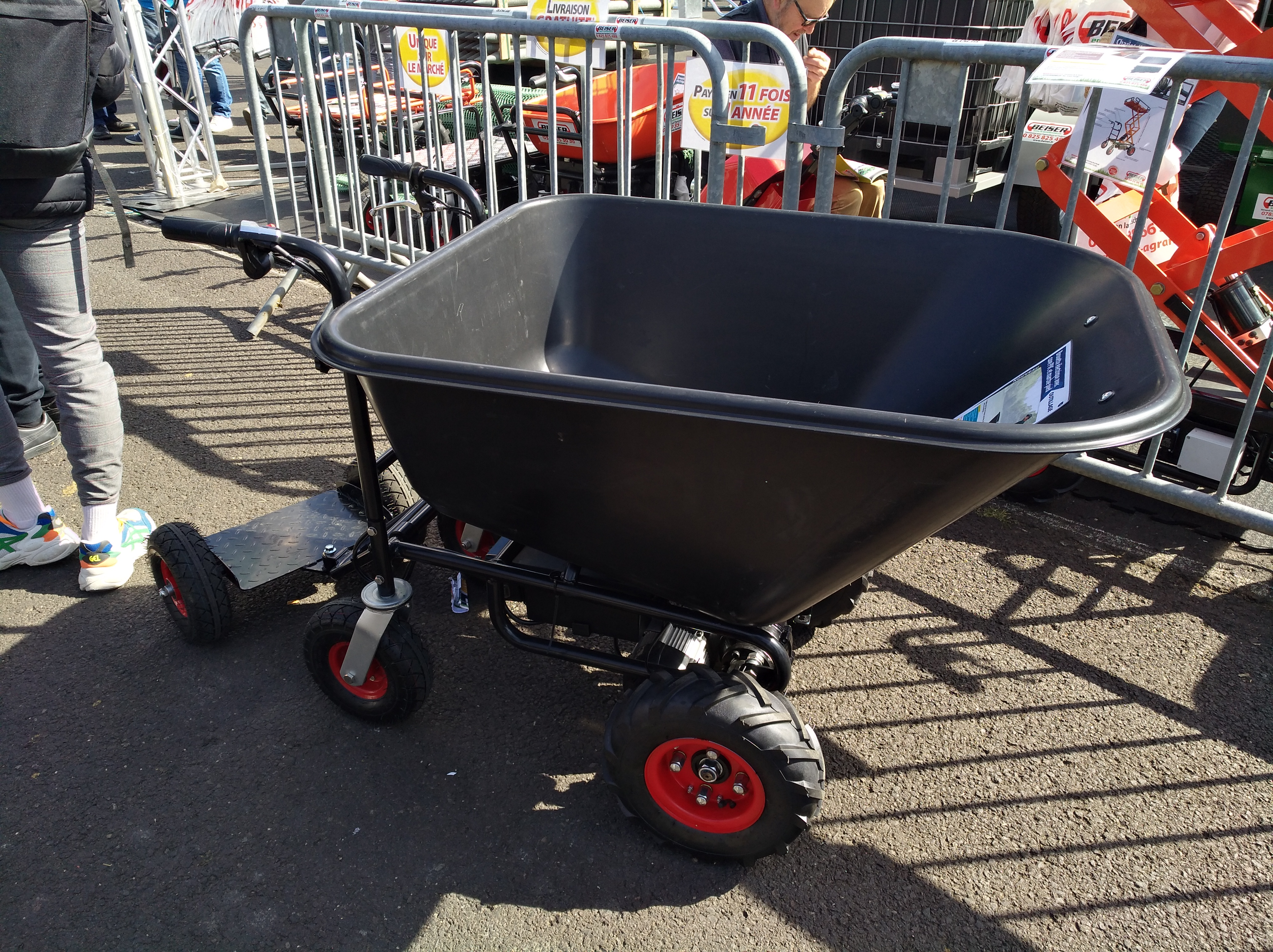
Esempio di carriola motorizzata
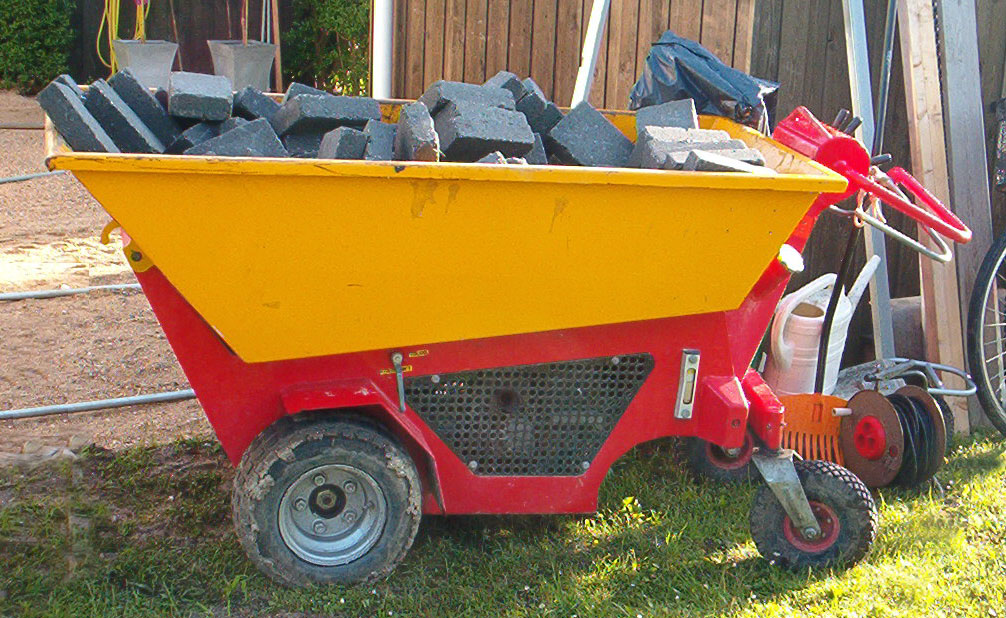
Motocarriola da cantiere
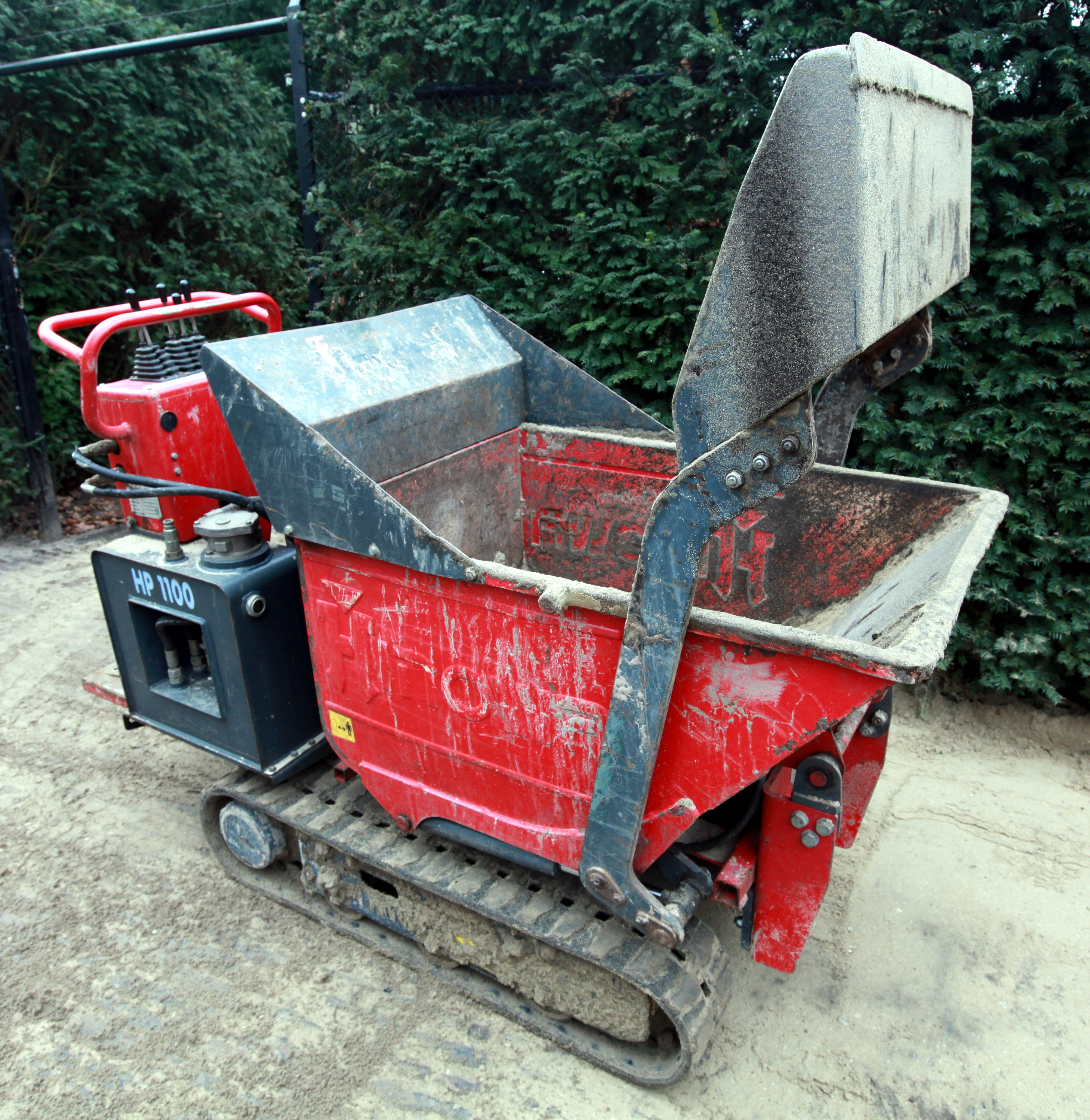
Motocarriola cingolata

## Sicurezza e stabilità
La forza necessaria a spingere la carriola è diversa a seconda di vari fattori, tra cui principalmente il peso del carico trasportato, l'altezza dell'impugnatura e il fatto che sia spinta su un piano orizzontale, in discesa o in salita.
Per evitare il ribaltamento della carriola, sforzi eccessivi e incidenti, è necessario guidare la carriola con la giusta forza e velocità, mantenendo entrambe le impugnature alla stessa altezza ed evitando di utilizzarla su terreni troppo scoscesi, accidentati, irregolari o scivolosi.

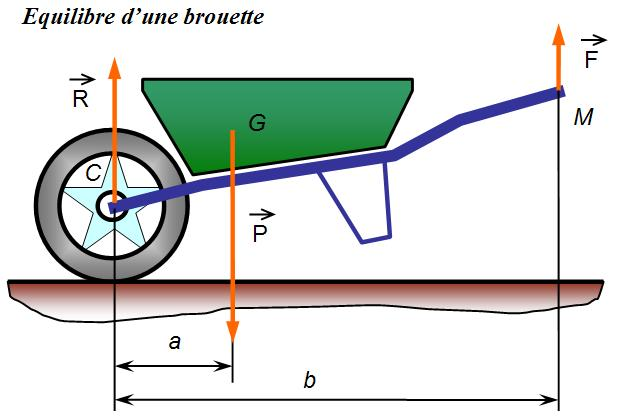
Carriola su un piano orizzontale
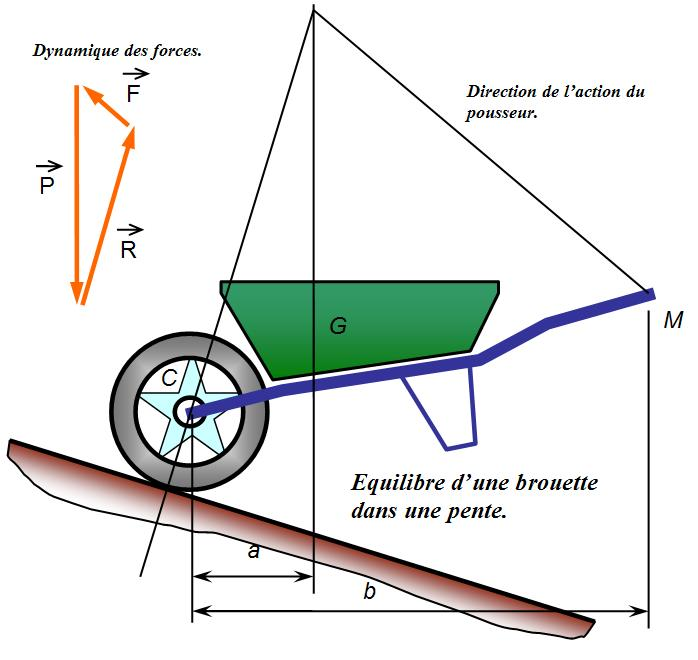
Carriola in salita: in questo caso la forza di gravità spinge la carriola indietro, per cui la forza di spinta necessaria è maggiore rispetto al caso dello spostamento in piano
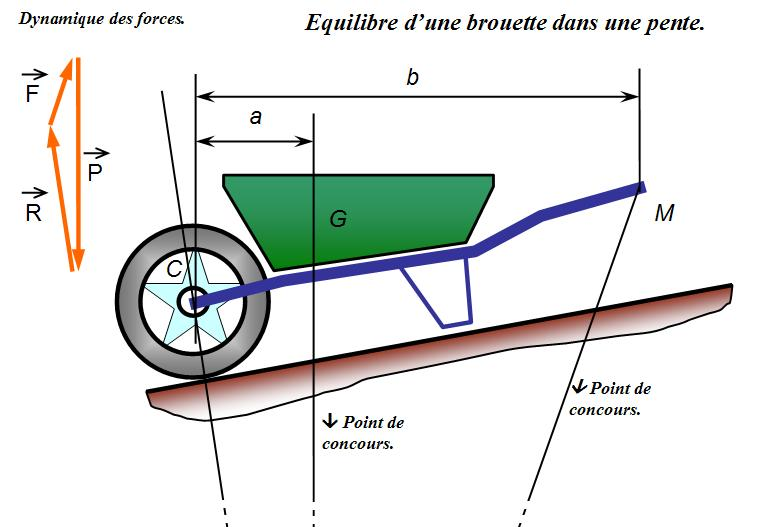
Carriola in discesa: in questo caso la forza di gravità spinge la carriola in avanti, per cui anziché spingerla è necessario trattenerla per evitare che "scappi via"
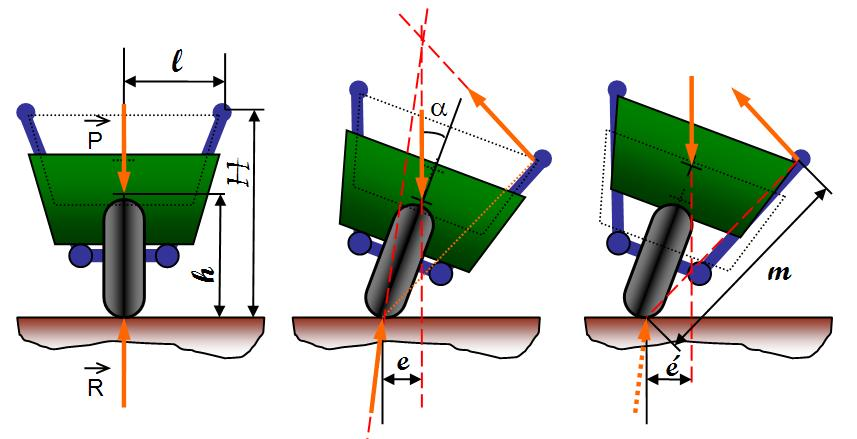
Inclinazione laterale della carriola: un'inclinazione eccessiva porta inevitabilmente al suo ribaltamento.